# TWIN ENGINE
株式會社TWIN ENGINE（日语：株式会社ツインエンジン）於2014年成立，是日本一家負責企劃與宣傳的動畫製作公司。

## 沿革
2014年10月1日，由富士電視台深夜動畫時段「noitaminA」的前任編輯長山本幸治從該電視台獨立、代表並成立TWIN ENGINE。
2015年9月初，電影動畫《虐殺器官》的製作包商Manglobe歇業，TWIN ENGINE繼承了該動畫製作的權利。同年11月19日，TWIN ENGINE成立子公司GENO STUDIO專門承包動畫的實質製作。
2016年4月7日，負責動畫宣傳的子公司株式會社RELATION成立，從此與株式會社CULTURE、EXZWAL株式會社三家一起專門負責動畫宣傳的業務。
2020年10月1日，電通執行董事吉崎圭一被任命為董事，以加強組織結構。
此外，TWIN ENGINE的作品當初承包的是富士電視台「noitaminA」深夜動畫時段，2018年以降負責企劃朝富士電視台製播之外進行拓展。不過，除了部分音樂製作之外，由富士旗下的富士太平洋音樂負責音樂製作，與富士電視集團的關係還是很大的。

## 作品列表

### 電視動畫
| 年份   | 中文名稱                         | 日文名稱 | 製作包商            | 原作類別 | 備註       |
| ------ | -------------------------------- | -------- | ------------------- | -------- | ---------- |
| 2016年 | 甲鐵城的卡巴內里                 |          | WIT STUDIO          | 原創     | －         |
| 2016年 | 野球少年                         |          | ZERO-G              | 小說     | －         |
| 2017年 | 人渣的本愿                       |          | Lerche              | 漫畫     | －         |
| 2017年 | 跳水男孩                         | DIVE!!   | ZERO-G              | 小說     | 企劃協力   |
| 2018年 | 刻刻                             |          | GENO STUDIO         | 漫畫     | 製作、發行 |
| 2018年 | 黃金神威（第1、2期）             |          | GENO STUDIO         | 漫畫     | 製作       |
| 2018年 | 傀儡馬戲團                       |          | Studio VOLN         | 漫畫     | 製作、發行 |
| 2019年 | 多羅羅                           |          | MAPPA、手塚製作公司 | 漫畫     | 製作、發行 |
| 2019年 | 海盜戰記                         |          | WIT STUDIO          | 漫畫     | 製作       |
| 2019年 | 巴比倫                           |          | REVOROOT            | 小說     | 製作、發行 |
| 2020年 | 思維覆寫                         |          | GENO STUDIO         | 漫畫     | 製作、發行 |
| 2020年 | 黃金神威（第3期）                |          | GENO STUDIO         | 漫畫     | 製作       |
| 2021年 | I★CHU -Halfway Through the Idol- |          | Lay-duce            | 遊戲     | 企劃製作   |
| 2022年 | 幕末替身傳說                     |          | GENO STUDIO         | 原創     | 製作       |
| 2023年 | 海盜戰記 第2期                   |          | MAPPA               | 漫畫     | 製作       |
| 2023年 | 魔法使的新娘 第2期               |          | Studio Kafka        | 漫畫     | 製作       |
| 2023年 | 地獄樂                           |          | MAPPA               | 漫畫     | 製作       |
| 2024年 | 鹿乃子乃子乃子虎視眈眈           |          | WIT STUDIO          | 漫畫     | 企劃製作   |
| 2025年 | 記憶縫線                         |          | GENO STUDIO         | 輕小說   | 企劃製作   |

### 電影動畫
| 年份   | 中文名稱               | 日文名稱       | 製作包商                            | 原作類別 | 備註     |
| ------ | ---------------------- | -------------- | ----------------------------------- | -------- | -------- |
| 2015年 | 颱風的諾爾達           |                | STUDIO COLORIDO                     | 原創     | 企劃製作 |
| 2015年 | 屍者的帝國             |                | WIT STUDIO                          | 小說     | －       |
| 2015年 | 和諧                   |                | STUDIO 4℃                           | 小說     | －       |
| 2017年 | 虐殺器官               |                | GENO STUDIO                         | 小說     | －       |
| 2017年 | 春宵苦短，少女前進吧！ |                | Science SARU                        | 小說     | 企劃協力 |
| 2017年 | 宣告黎明的露之歌       |                | Science SARU                        | 原創     | 企劃協力 |
| 2019年 | 乘浪之約               |                | Science SARU                        | 原創     | 企劃協力 |
| 2020年 | 想哭的我戴上了貓的面具 |                | STUDIO COLORIDO                     | 原創     | 企劃製作 |
| 2020年 | BURN THE WITCH         | BURN THE WITCH | STUDIO COLORIDO（Team Yamahitsuji） | 漫畫     | 企劃製作 |
| 2022年 | 漂流家園               |                | STUDIO COLORIDO                     | 原創     | 企劃製作 |

### OVA、網路動畫
- 薄明之翼（2020年，企劃協力）
- POKÉTOON（日语：POKÉTOON）（2021年，企劃協力）
- 外之國的少女（2022年，企劃協力）
- 漂流家園（2022年，企劃製作）

## 集團公司、工作室
- 株式會社EOTA
  - daisy
  - 株式會社STUDIO COLORIDO
  - team
  - 株式會社GENO STUDIO（日语：ジェノスタジオ）
  - 株式會社
  - 株式會社Peakys
  - 株式會社RELATION
  - 株式會社Studio Kafka（日语：スタジオカフカ）
  - 株式會社BUG FILMS（日语：バグフィルム）
  - 株式會社SCOOTER FILMS（日语：スクーターフィルムズ）

曾經所屬工作室
- 株式會社Lay-duce
- 株式會社REVOROOT

## 相關人物

### 動畫師、演出家
- 佐藤順一
- 中村健治
- 大橋譽志光
- 柴山智隆
- 石田祐康
- 川野達朗
- 阿比留隆彥

### 製作
- 山本幸治（日语：山本幸治 (プロデューサー)）（代表董事）
- 細貝康介（董事）
- 齋賀正仙（董事）
- 內田康史（董事）
- 根本慎太郎（董事）
- 金苗将宏（董事）
- 吉崎圭一（董事）
- 小川幸男（會計參與）

## 外部連結
- 株式會社TWIN ENGINE公式官網（页面存档备份，存于） （日語）
- TWIN ENGINE的X（前Twitter） （日語）
- YouTube上的TWIN ENGINE頻道 （日語）